# Connie Warnick Aagaard
Connie Warnick Aagaard (født 1958) er en dansk forfatter. Hun er uddannet journalist og cand.phil. i litteraturhistorie.